# بوکیت بینتانگ
بوکیت بینتانگ (مالایی [ˈbu.ket̚ ˈbin.taŋ]) منطقه تفریحی و خرید در شهر کوالالامپور، مالزی است. این منطقه مشتمل بر جالان بوکیت بینتانگ و ناحیه مجاور اطراف آن است. منطقه به مدت طولانی چشمگیرترین باریکهٔ خرده فروشی بوده است که سرای مراکز خرید بی نظیر، کافه‌های فضای باز، میکده، بازارهای شبانه، غذاهای خیابانی، ماماک استالز و هم چنین غذافروش‌های دوره‌گرد است. این منطقه در بین گردشگران و افراد محلی، به خصوص میان جوانان محبوب است.

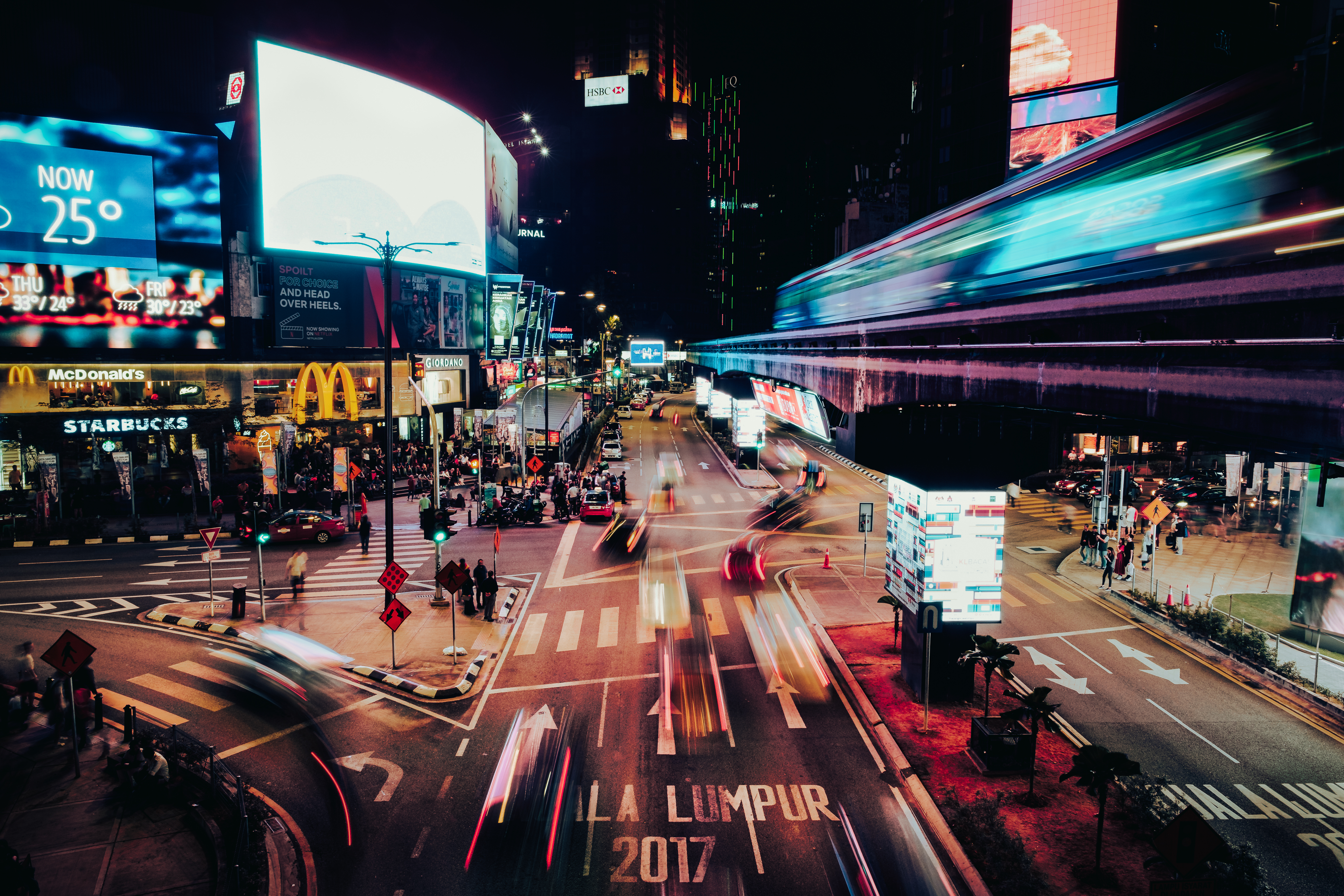
بوکیت بینتانگ

## موقعیت
منطقه بوکیت بینتانگ که درون ناحیه مثلث طلایی کوالالامپور واقع شده است با خیابان بوکیت بینتانگ شروع شده، با ادامه مسیر در خیابان راجا چولان، در خیابان پودو پایان می‌یابد. دو خیابان دیگر که در محدودهٔ منطقهٔ بوکیت بینتانگ قرار دارند، یکی خیابان سلطان اسماعیل است که با خیابان بوکیت بینتانگ تقاطع تشکیل می‌دهد و دیگری، خیابان ایمبی است، که در جنوب آن قرار دارد. خیابان والتر گرنیر، خیابان بولان، چانکات بوکیت بینتانگ و خیابان آلور بخشی از منطقه تفریحی و سرگرمی به حساب می‌آیند.
منطقهٔ بوکیت بینتانگ از جنوب با پودو و چراس، در غرب با پتالینگ استریت (محله چینی‌ها)، از شمال با بوکیت ناناس، در شمال شرقی با کوالالامپور سیتی سنتر و همچنین از شرق با منطقه مالوری و ناحیهٔ تجاری مبادلات ارزی تون رزاق همجوار است.

## پیشینه
خیابان تانگ شین در بوکیت بینتانگ، نقطه کانونی رویداد مرگبار رخداد ۱۳ مه مالزی بود. در اواخر دههٔ ۱۹۸۰، سرمایه‌دار متشخص یئو تیونگ لای احیاء سازی گروه خرده فروشی‌ها در کوالالامپور را مطرح نمود. وی توسعه خرده فروشی را از طریق بنگاه چندپیشه وای‌تی‌ال شروع نمود و این ناحیه را به عنوان مسیر پیاده‌روی تفریحی بینتانگ معروف نمود. این منطقه از آن زمان به یکی از مدرنترین مکانهای شهر تبدیل شده است. هرچند، این اواخر به علت طرح عدم تمرکز مراکز خرید در کوالالامپور، ساخت مراکز خرید پیشرفته تر در مناطق مناسب حاشیه شهر، با سرعت بی نظیری در حال انجام است.

## چکیده
مسیر پیاده‌روی تفریحی بینتانگ به مسیرهای ممتد در امتداد خیابان اصلی بوکیت بینتانگ و خیابان سلطان اسماعیل که بیشتر توسعه یافته‌اند، با تقاطع‌هایی از این دو خیابان به عنوان محورشان، اشاره دارد. این محل طی پنج سال گذشته تغییر یافته است و به یکی از شیک‌ترین و شلوغترین مجموعه مراکز خرید تبدیل شده است. خطوط ساماندهی خیابانی، در بستر اینجا مرتب شده‌اند. کافه‌ها، رستورانها و کلوبهای دارای کیفیت بالا باعث افزایش جذابیت اینجا می‌شوند. در تعطیلات آخر هفته، هزارن توریست و مردم محلی به این مسیر تفریحی و مراکز خرید آن هجوم می‌آورند. بسیاری از رخدادهای مهم زیست شبانه، مانند لحظات آخر ورود به سال نو، جشن شب مردکا، بزن و بکوبها و کنسرتهای خیابانی در اینجا برگزار می‌شود.
هر سال دو رویداد سالیانه مد در اینجا برگزار می‌شود. رویداد هفته مد استایلو و رویداد هفته مد بین‌المللی سالیانه مالزی.

## مراکز خرید
بوکیت بینتانگ یکی از مناطق خرید در شهر است. بسیاری از مراکز خرید اصلی خرده فروشی در این ناحیه قرار دارند، از قبیل برجایا تایمز اسکوئر، ایمبی پلازا، فارنهایت ۸۸، پلازا لو یات، گالری استارهیل، سونگی وانگ پلازا، لات ۱۰ و پاویلیون کوالالامپور.

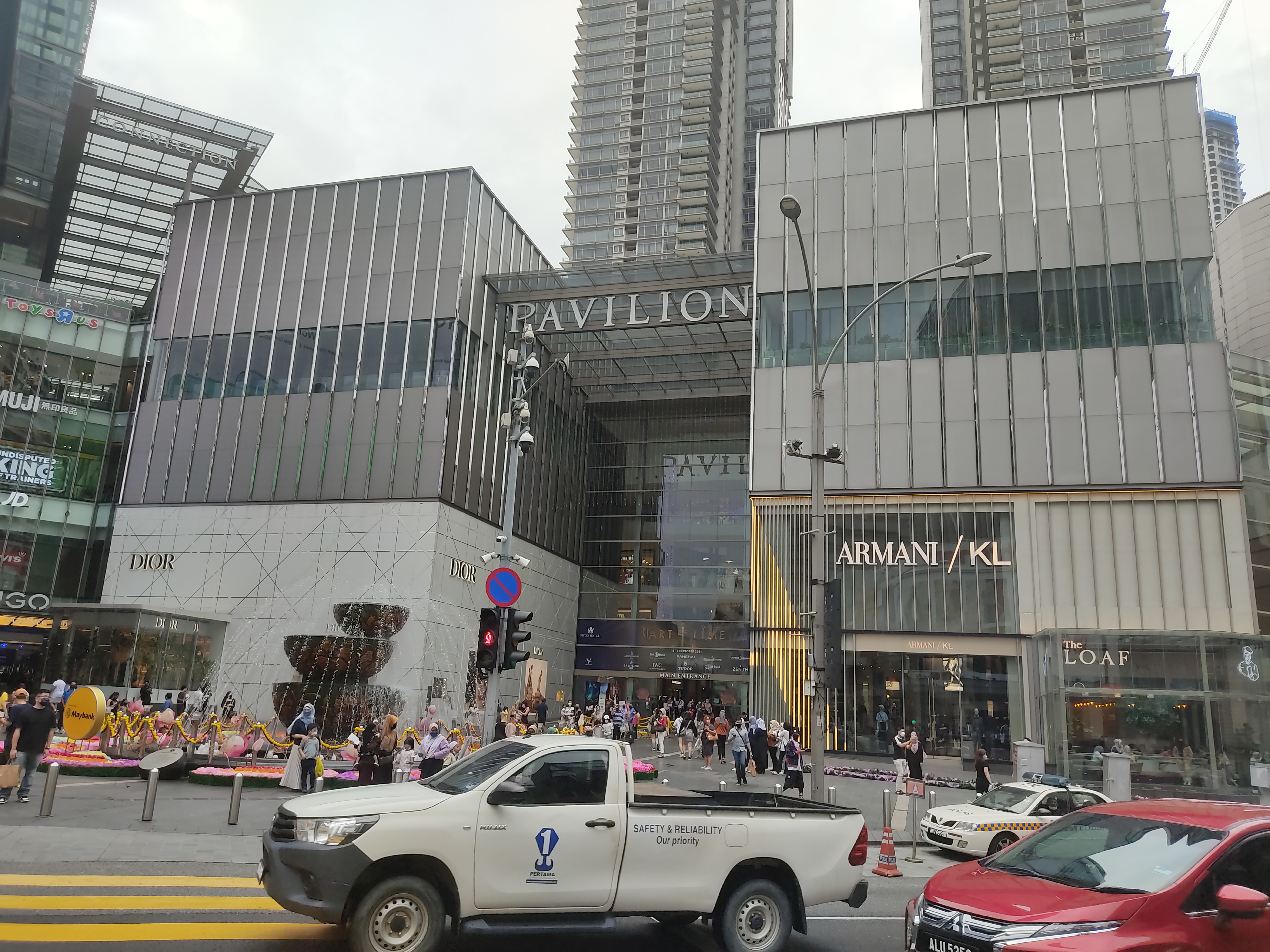
مرکز خرید پاویلیون

ایمبی یک ناحیه تجاری است که در نزدیکی بوکیت بینتانگ واقع شده است و یک مکان گردشگری محبوب است، منطقه به ویژه در طی روز تعطیل و اوج ترافیک پر از جمعیت می‌باشد. هتل و مجتمع تجاری برجایا تایمز اسکوئر در ناحیه ایمبی واقع شده است. خیابان ایمبی، خیابان اصلی است که از میان این منطقه می‌گذرد.

## خوراکی

### مسیر پیاده‌روی تفریحی بینتانگ
این اواخر یک طرح نوآورانه ابتدایی، مبنی بر راه اندازی رستورانهایی بر پایه سلیقه غذای اعراب، برای جذب گردشگران آنان به سوی این منطقه، در امتداد مرکز مسیر پیاده‌روی تفریحی بینتانگ انجام شده است. غذاهای خوشمزه لبنانی و مغربی در کنار غذاهای لذیذ ایرانی توسط رستوران‌ها به‌طور روزافزونی در حال ارائه می‌باشند. با این حال، بسیاری از رستورانهای مدرن، به خصوص در ناحیه بی بی پارک، غذاهای بین‌المللی را ارائه می‌دهند.

### «هوتونگ» در لات ۱۰
هوتونگ (چینی: 胡同) به عنوان اولین دهکده میراث غذای لذیذ مالزی اشاره دارد، فود کورتی که از نفوذ چین قدیم، الهام گرفته شده است. واژه هوتونگ به‌طور معمول با کوچه‌های باریک محله‌های قدیمی پکن مرتبط است. در طبقه زیرین همکف لات ۱۰ واقع شده است، این فودکورت که تازه بازسازی گردیده است دارای ۲۵ غرفه فروش غذای خیابانی است که غذاهای محلی مطرح و معروف چینی را که در سرتاسر مراکز فروش مواد غذایی کوالالامپور و سنگاپور در دسترس هستند، می‌فروشند. این بخش توسط پله برقی به‌طور مستقیم به مسیر پیاده‌روی تفریحی بینتاتنگ مرتبط است.

### بی بی پارک
در سابق یک پارک تفر یحی بوده که به لو یات پلازا و سانز رئلتی تعلق داشت، این پارک به‌طور وسیعی نوسازی شده است تا مطابق سلیقه روز گردد. محوریتش در امتداد بخش پایینی مسیر پیاده‌روی تفریحی بوکیت بینتانگ واقع شده است، و ساختار آن حول صرف غذا در کنار یکدیگر و موضوعات فرهنگی می‌باشد. دارای رستورانهایی با سبک خاص است که در محیطی نیمه باز قرار گرفته‌اند و غذاهای خارجی، از قبیل غذاهایی مبتنی بر آشپزی آلمانی و آشپزی فرانسوی، ارائه می‌کنند. از ویژگی‌های پارک، اجرای نمایش زنده به صورت گروه موسیقی و نمایش فرهنگی است که در روزهای اواخر هفته و هم چنین برخی روزهای میان هفته برگزار می‌گردد. علاوه بر غذاخوری‌ها، بعضی از مکان‌های پارک در خدمت گالری هنری محلی می‌باشند.

### چانکات بوکیت بینتانگ
چانکات بوکیت بینتانگ به صورت محور عمود بر مسیر پیاده‌روی بینتانگ و الور استریت واقع شده است. اینجا محل صرف غذاهای گران‌قیمت منطقه بوکیت بینتانگ است. صرف غذاهای عالی در طول خیابان میسر می‌باشد. دارای بناهای دوران استعمار قبل از جنگ است که با نوسازی به رستورانها و میخانه‌های شیک تبدیل شده‌اند و غذهای غربی ارائه می‌کنند. چانکات بوکیت بینتانگ همین‌طور منطقه برگزاری دورهمی‌های هیپی کوالالامپور است. این خیابان همچنین محل روسپی خانه و اتاق‌های ماساژ است که «پایان خوش» را در دسترس قرار می‌دهند، در حقیقت به عنوان یکی از مناطق ممنوعه (افراد بالای هیجده سال) کوالالامپور معروف است.

### الور استریت

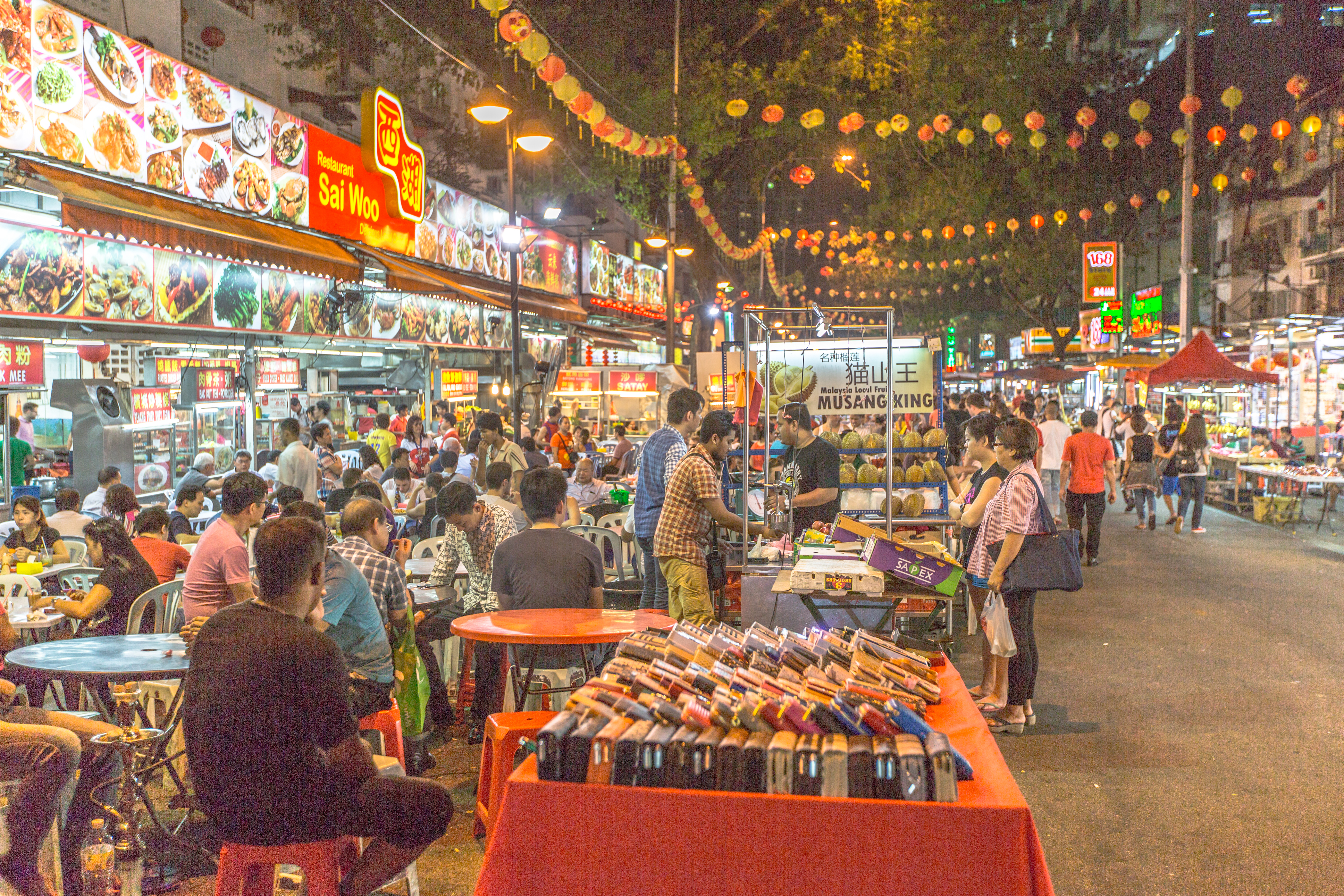
الور استریت (جالان الور)

الور استریت، یا به زبان مالایی جالان الور، یک خیابان کامل است که به فروش غذاهای ارزان دستفروشی که به‌طور عمده مبتنی بر غذاهای چینی محلی است. در نزدیکی مسیر پیاده‌روی بینتانگ واقع شده است، به خاطر ارائه غذا در محیط باز و فضای سنتی که میز و صندلی‌ها در کنار و حاشیه پیاده‌رو و خیابان قرار داده شده‌اند، در بین محلی‌ها محبوب هستند. این مکان در دو وقت روز و شب، از لحاظ فعالیت در حال رشد و شکوفایی است. در حالی که بعضی دستفروش‌ها غرفه‌هایی را کنار خیابان برپا می‌کنند، برخی دیگر، در حال آماده‌سازی غذا در رستورانها هستند. به‌طور کلی، غذاهایی که در غرفه‌های دستفروش محلی به فروش می‌رسد، سالم‌تر از دیگر هم رده‌های آنها، در کشورهای مجاور کمتر توسعه یافته مالزی است. به خاطر ارائه گوشت خوک، قورباغه و آبجو، بیشتر غرفه‌های فروش غذا برای مسلمانان محلی و خارجی از نوع غیر حلال (حرام) می‌باشند.

## خدمات ماساژ تندرستی و پا
منطقه پیاده‌روی بینتانگ به خاطر ماساژ تخصصی پا یا بدن و خدمات مرتبط با ماساژهای تندرستی معروف است. در امتداد این منطقه مغازه‌های متعددی وجود دارد، که انواع مختلفی از ماساژ که از سنت چینی الهام گرفته شده است، ارائه می‌دهند. این مغازه‌ها همچنین درمانهای غیر پزشکی مرتبط با پا را ارائه می‌نمایند. آنها با طب فشاری نقاطی از پا، باعث واکنش می‌شوند. از جمله مزایایی که در مورد ماساژ پا ادعا می‌گردد، بهبود گردش جریان خون، بهبود دردهای لاعلاج و رفع سموم بدن است. در این مغازها، مشتری‌ها روی تخت‌های دراز نرم قرار می‌گیرند و به مدت یکساعت یا بیشتر ماساژ کامل پا را دریافت می‌کنند. هزینه بر اساس نوع و مدت ماساژ می‌باشد. به‌طور معمول مغازه‌ها تا اوایل ساعت بامداد، که بخش عمده ای از کسب و کار شروع می‌شود، باز می‌باشند.